# Santa Rita, Santa Bárbara
Santa Rita är en ort i Honduras.   Den ligger i departementet Departamento de Santa Bárbara, i den västra delen av landet, 140 km nordväst om huvudstaden Tegucigalpa. Santa Rita ligger 334 meter över havet och antalet invånare är 1 687.
Terrängen runt Santa Rita är kuperad västerut, men österut är den bergig. Runt Santa Rita är det ganska tätbefolkat, med 70 invånare per kvadratkilometer. Närmaste större samhälle är Santa Bárbara, 2,1 km väster om Santa Rita. 